# 伊爾比特河
伊爾比特河是俄羅斯的河流，位於斯維爾德洛夫斯克州內，屬於尼察河的支流，自佩什馬河畔的蘇霍伊洛格發源地朝東北方向流，最終在伊爾比特注入尼察河。